# Marianne Abrahams
Marianne Abrahams (* um 1950, geborene Marianne van der Walt) ist eine ehemalige südafrikanische Badmintonspielerin.

## Karriere
Marianne van der Walt gewann erstmals 1972 die südafrikanische Meisterschaft im Damendoppel. Weitere Titel folgten 1973 sowie vier Titel in Serie von 1977 bis 1980. 1975 siegte sie bei den Belgian International im Mixed mit Alan Phillips.

## Sportliche Erfolge
| Saison | Veranstaltung                 | Disziplin   | Platz | Name                                  |
| ------ | ----------------------------- | ----------- | ----- | ------------------------------------- |
| 1972   | Südafrikanische Meisterschaft | Damendoppel | 1     | Deirdre Tyghe / Marianne van der Walt |
| 1973   | Südafrikanische Meisterschaft | Damendoppel | 1     | Deirdre Tyghe / Marianne van der Walt |
| 1975   | Belgian International         | Mixed       | 1     | Alan Phillips / Marianne van der Walt |
| 1977   | Südafrikanische Meisterschaft | Damendoppel | 1     | Gussie Botes / Marianne van der Walt  |
| 1978   | Südafrikanische Meisterschaft | Damendoppel | 1     | Gussie Botes / Marianne Abrahams      |
| 1979   | Südafrikanische Meisterschaft | Damendoppel | 1     | Gussie Botes / Marianne Abrahams      |
| 1980   | Südafrikanische Meisterschaft | Damendoppel | 1     | Gussie Phillips / Marianne Abrahams   |